# Драхман, Хольгер
Хольгер Хенрик Херхольдт Дра́хман (дат. Holger Henrik Herholdt Drachmann; 9 октября 1846, Копенгаген — 14 января 1908, Хорнбек) — датский писатель и поэт.

## Биография
Первоначально занимался живописью; его импрессионистские картины — морские пейзажи; страстную любовь к морской стихии он сохранил на всю жизнь. В 1870 посылал из Лондона очерки о датской живописи. Вращаясь в английских рабочих кругах и в среде французских коммунаров, Драхман увлекся революционными идеями, о чём свидетельствуют стихотворения: «Английские социалисты», «Король Моб», «На равнине Сатари», вошедшие в первый сборник его стихов (1872).
Демократические симпатии Драхмана ярко сказались и в его рассказах из жизни датских моряков («Paa Sömands Tro og Love» и др.). В написанных в 1870-х гг. романах и повестях и даже лирических стихотворениях Драхман — верный последователь Брандеса, один из столпов политического и литературного радикализма. Драхман ненавидит современный общественный строй, но, потеряв надежду на то, что «последний час европейской буржуазии пробил», отворачивается от реальной действительности. Драхман восстает против гегемонии реализма; в виде протеста против него пишет две пьесы, в которых романтически трактуются сказочные мотивы.
В 1883, в книге «Skyggebilder» (Силуэты), Драхман открыто порывает с модернизмом в искусстве, умственным течением в Дании, возглавляемым Брандесом, и пытается создать особое движение, основанное на идее патриархального национализма; его творчество того времени проникнуто национальным пафосом. Однако в 1890-х годах намечается новый отход Драхмана от современного общества, выразившийся в игнорировании существующих моральных норм: образ женщины-соблазнительницы (куртизанка Шейтан в «Турецком Рококо», Сулейма в «Книге песней» и шантанная певица Эдит в романе «Forskrevet») становится у Драхман центральным; поэт отдается культу сладострастия и истерических экстазов; «опьянение и война» прославляются как благодетельные силы жизни.
Главные лица произведений этого периода — люди, стоящие по ту сторону «общества»: средневековые ваганты, лондонские проститутки, странствующие школяры и т. д. Современности выносится строгий приговор: культура XIX века обманула людей, привела старшее поколение к «фривольному романтизму», а лучших представителей молодого поколения — к «разъедающей иронии». Так метался Драхман от социализма к патриархальному национализму и от последнего — к моральному анархизму.
В последние годы жизни он написал несколько лирических мелодрам и стихотворений, проникнутых резиньяцией. Драхман — один из самых крупных лирических поэтов Дании. Как прозаик и драматический писатель он много слабее; его романы и драмы ценны лишь постольку, поскольку насыщены лиризмом. Их мир — романтически воспринятое средневековье.